# Konst i forntida Egypten
Med egyptisk konst avses här konsten i det forntida Egypten. Den var nära knuten till religionen som i sin tur hade till uppgift att upprätthålla den politiska enhet som var en förutsättning för att behärska Nildalens översvämningar. Det forntida Egypten var en isolerad och starkt centraliserad stat, och den egyptiska konsten återspeglar detta genom sin långa och på många sätt statiska, karaktär - den avbildade gudar, gudinnor och faraoner sida vid sida enligt likartade regler under en period på flera tusen år.

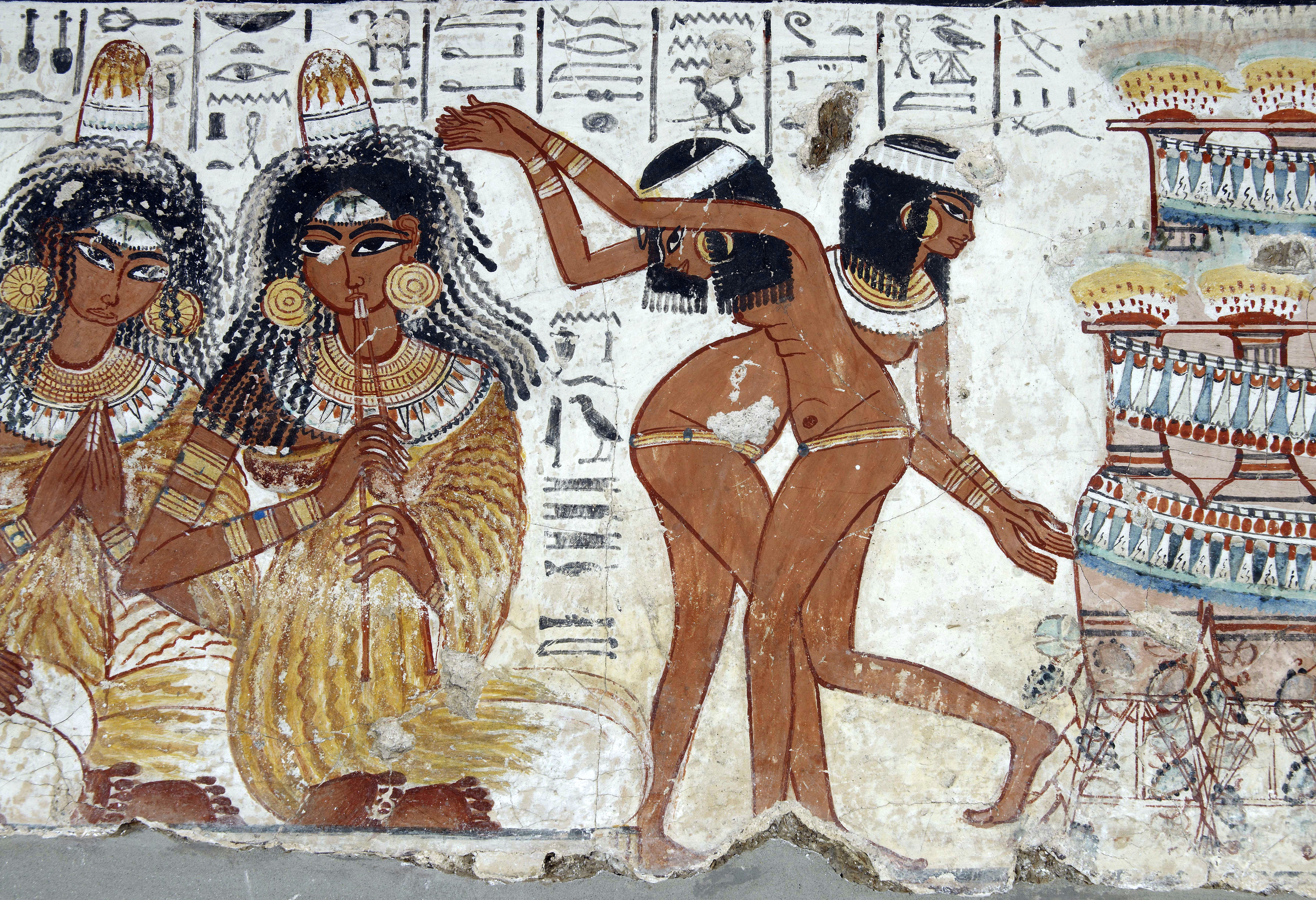
Väggmålning från Nebamuns grav, Luxor, ca 1350 f.Kr.

## Arkaisk tid
Före och efter Egyptens enande omkring 3000 f.Kr. var den tid som ofta får markera övergången från förhistorisk tid till historisk.

### Bildkonst

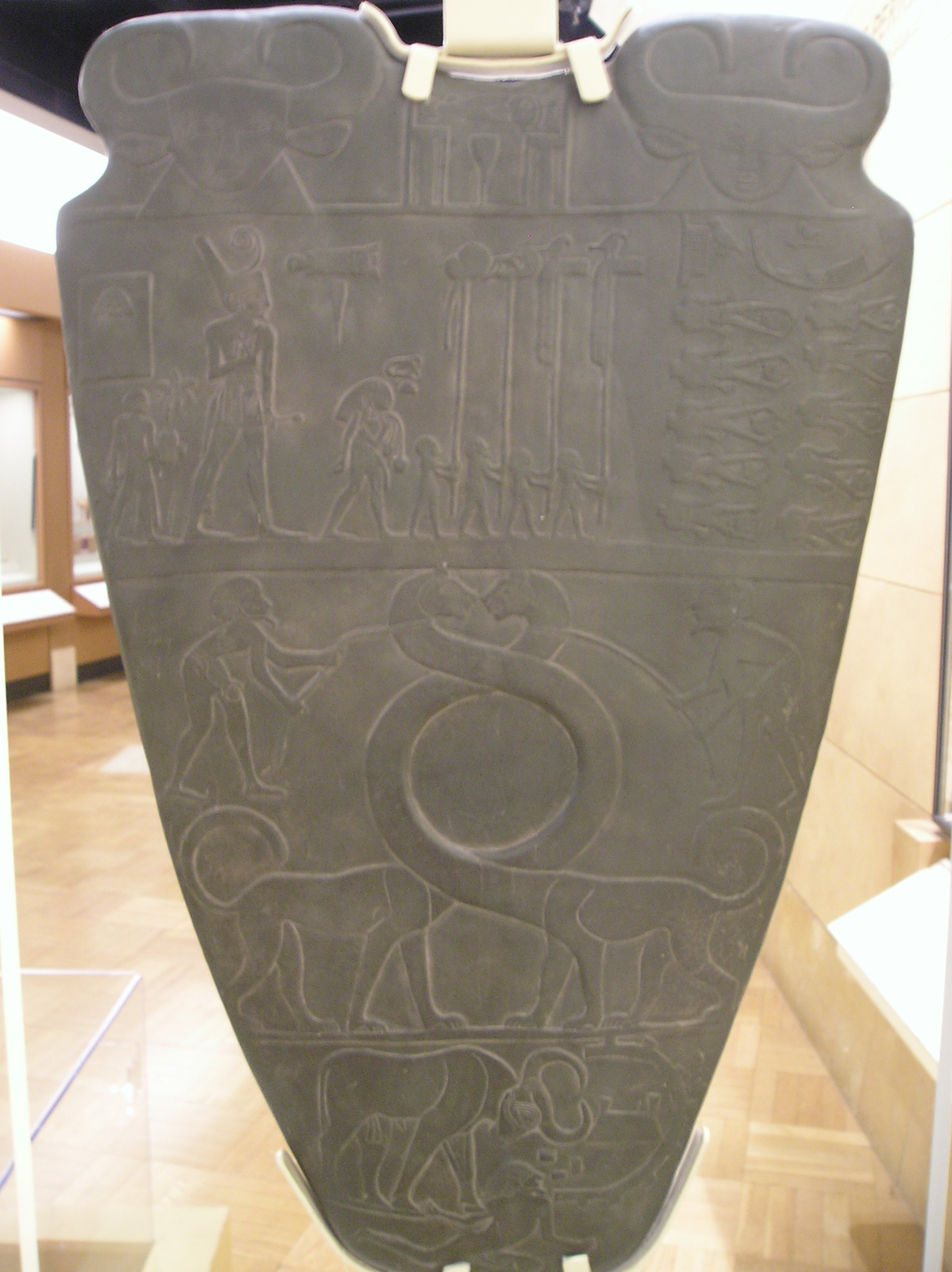
Narmers sminkpalett, ca 3000 f.Kr., Egyptiska museet, Kairo.

Den tidiga egyptiska bildkonsten stod redan från första början i dödskultens tjänst och hade en besvärjande och predestinerande funktion. Relieferna och målningarna i gravanläggningarna och på sminkpaletterna avbildade inte bara händelser som ägt rum under den dödes livstid - bildsviterna uppgift var att besvärja ödet och de var bokstavligen gjorda för evigheten. De avbildar det som skulle komma, dödsriket, eller det som ägaren önskade sig i framtiden, till exempel tjänare och prestigeobjekt. På central plats i många gravanläggningar finns själva dödsceremonin, garantin för odödlighet, som var orsaken till anläggningens uppförande. Att bli avbildad handlade alltså inte i första hand om att bli ihågkommen - den mest påkostade konsten återfinns i gravkamrarna där det var tänkt att ingen utom den döde och gudarna skulle ha tillträde till den - istället skulle bildernas innehåll förmås att följa med den döde till livet efter detta genom att de placerades inuti graven tillsammans med honom eller henne.
Den egyptiska bildkonsten var tvådimensionell. Varje kroppsdel avbildades från det håll som gjorde att dess mest karaktäristiska egenskaper framträdde. Varje figur kom på så vis att bestå av flera delar sedda från olika håll: Huvudet från sidan, överkroppen framifrån och benen från sidan.
Även den egyptiska skulpturen var ortogonal till sin karaktär. Om man vill, kan man se den som en skulptur i två och en halv dimensioner. De egyptiska skulpturerna kom till så att ett rutnät ritades på de rektangulära stenblockens sidor i vilket gestaltens konturer tecknades enligt samma principer som i måleriet och relieferna. Den del av stenen som föll utanför dessa fyra bilder höggs därefter bort. Ett resultat av denna process är att alla kroppsdelar är riktade längs blockets plan och några rörelsestudier förekommer aldrig i den egyptiska konsten.
Ett urval konstverk:
- Sminkpalett, ...

### Arkitektur
Redan tidigt lade egyptierna all möda på sina gravanläggningar. Där både palats och bostäder kunde uppföras som enkla konstruktioner i soltorkat tegel och trä var de första gravarna både konstruktivt avancerade och påkostade. Själva graven utgjorde inte mer än ett schakt i berget, men ovanpå den uppfördes en tumulus, den gravhög som senare kom att utvecklas till de välkända, monumentala gravanläggningarna, mastaborna och pyramiderna. Dessutom har man grävt ut tidiga gravar där äkta tunnvalv använts.
Mastaban var den kvadratiska överbyggnad som uppfördes ovanpå gravkammaren och rymde det kapell eller serdab, där statyer av den döde placerades. Till denna första version av det egyptiska templet tillfördes senare betydligt mer komplexa gravanläggningar som skulle skydda den dödes själ, Ka, mot gravplundrare. Det har föreslagits att de yngsta fornegyptiska templens invecklade processionsanläggningar endast är stiliserade versioner av dessa komplexa tillägg.

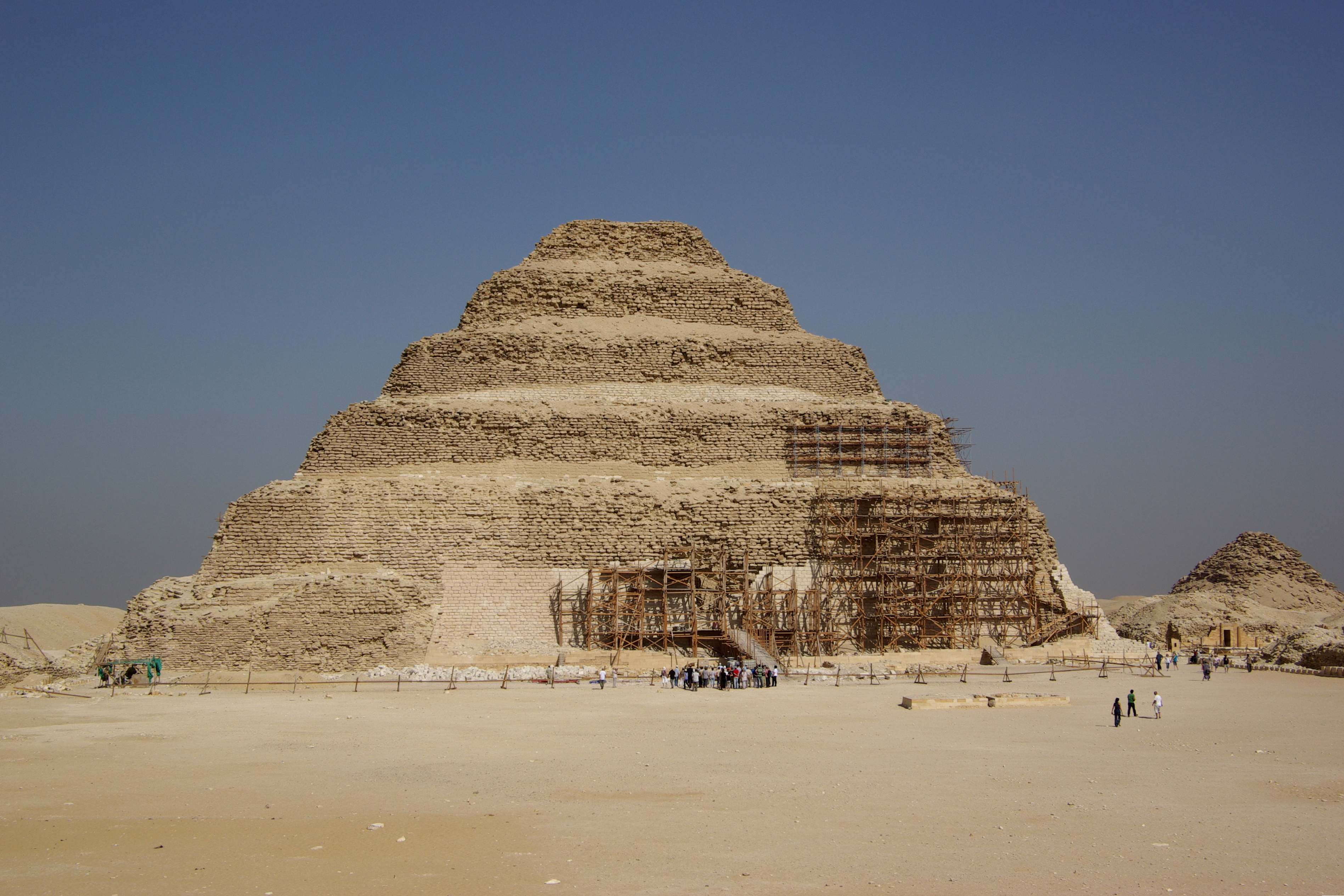
Djosers trappstegspyramid i Sakkara, ca 2700 f.Kr.

Världshistoriens förste kände arkitekt, Imhotep, uppförde en trappstegspyramid i Sakkara åt farao Djoser. Anläggningen, med ett av de äldsta fristående templen, kan ses som en prototyp till de pyramider Egypten producerade senare. Andra detaljer i anläggningen, som de räfflade kolonnerna med växtkapitäl står i kontrast till de ofta mycket massiva kolonner som utmärker den egyptiska arkitekturen.
Ett urval konstverk:
- Farao Djosers trappstegspyramid i Sakkara, ca 2700 f.Kr.

## Gamla riket
Under det Gamla riket (2660-2160 f.Kr.) var Memfis Egyptens huvudstad. Det var under denna period som de grundläggande dragen i den egyptiska konsten etablerades. Även om faraos makt fortfarande dominerade det egyptiska samhället, tilläts nu även privatpersoner att avbilda sig själv inför gravsättningen. När farao nu avbildades var det ofta i bildkompositioner tillsammans med andra människor. Det var fortfarande de egyptiska hovporträtten som var normgivande, men en viss förskjutning mot realism kan ändå skönjas och även nya motiv introducerades.

### Bildkonst

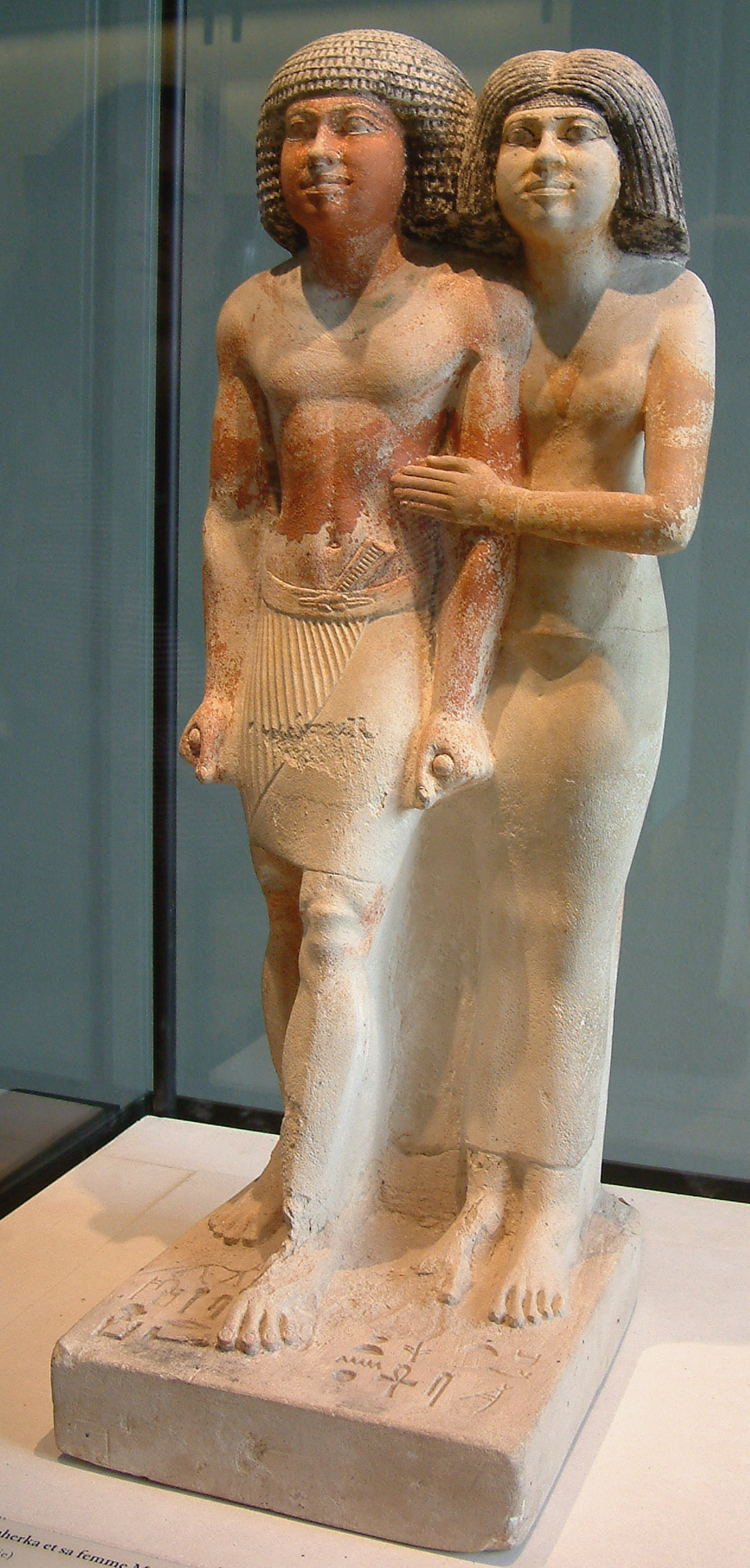
Raherka och Merseankh, ca 2300 f.Kr., Louvren, Paris.

Bildkonsten under det gamla riket övergav de kostbara relieferna för det billigare måleriet och de dyra basaltskulpturerna för uppställningar av trästatyetter. Måleriet beskrivs bäst som färglagd teckning. Några måleriska effekter användes aldrig utan konturerna fylldes med oblandade färger så att släta färgytor ligger kant i kant. Inte heller valdes färgerna för att återge till exempel lokalfärg eller skuggor, utan de hade alltid en symbolisk funktion: rött associerades med män, vit med kvinnor, gult med syrier etc. Något verkligt bildrum förekommer inte heller i de egyptiska bilderna Dessa bilder förstås bäst om man läser dem tillsammans med de hieroglyfer som i allmänhet ackompanjerar bilderna. Genom att använda ett värdeperspektiv berättade man att farao var viktigast helt enkelt genom att återge honom som större än andra figurer. Också i kompositionen brukar de viktigaste gestalterna utmärka sig genom att vara vända mot alla andra.
Man har hittat skisser utförda av egyptiska konstnärer på stenar och lerskärvor. I dessa har konstnärerna arbetat fritt från de stränga konventionerna och här återges rörelser och även humoristiska vardags betraktelser förekommer. Det var konventioner som gjorde den egyptiska konsten till vad den var, inte primitivitet eller naivitet. De egyptiska konstnärernas skicklighet framkommer ofta bäst i detaljerna i konsten - där kunde de ibland kosta på sig något av den individuella konstnärligheten som vi idag förknippar med konst.
Ett urval konstverk:
- Byfogden, trästaty från den femte dynastin, 2480-2350 f.Kr.
- Sfinxen och Pyramiderna i Gizeh, ca 2500 f.Kr.
- Gravstaty av Rahotep och Nofret, ca 2500 f.Kr.

### Arkitektur
Under det Gamla riket uppfördes ett flertal soltempel till gudarnas ära. Gravanläggningarna var dödstempel utformade som inramningar till de ceremonier som omgav kulten; gårdarna, processionsgångarna och de hypostyla hallarna var symboliska representationer av de mytologiska berättelsernas verklighet; de legitimerade faraonernas anspråk på gudomlig status i kraft både av sina proportioner och av hieroglyferna på anläggningarnas väggar: Farao var Horus' inkarnation på jorden - ingen kunde tvivla på det som såg dessa anläggningar.
Ett urval byggnader:
- Sfinxen i Giza
- Soltemplen i Abusir

## Mellersta riket
Det Mellersta riket, (2040-1785 f.Kr.), innebar att de egyptiska hovet förlorade sin exklusiva kontroll över gravceremonierna. När en större del av befolkningen började utsmycka sina gravar blev den billigare och mer realistisk.

### Arkitektur
Maktförskjutningen innebar framförallt en ökning av gravar efterlämnade av enskilda medborgare. Dessa gravar följde i princip de gamla egyptiska konventionerna men utformades mer fritt från dem.

### Bildkonst

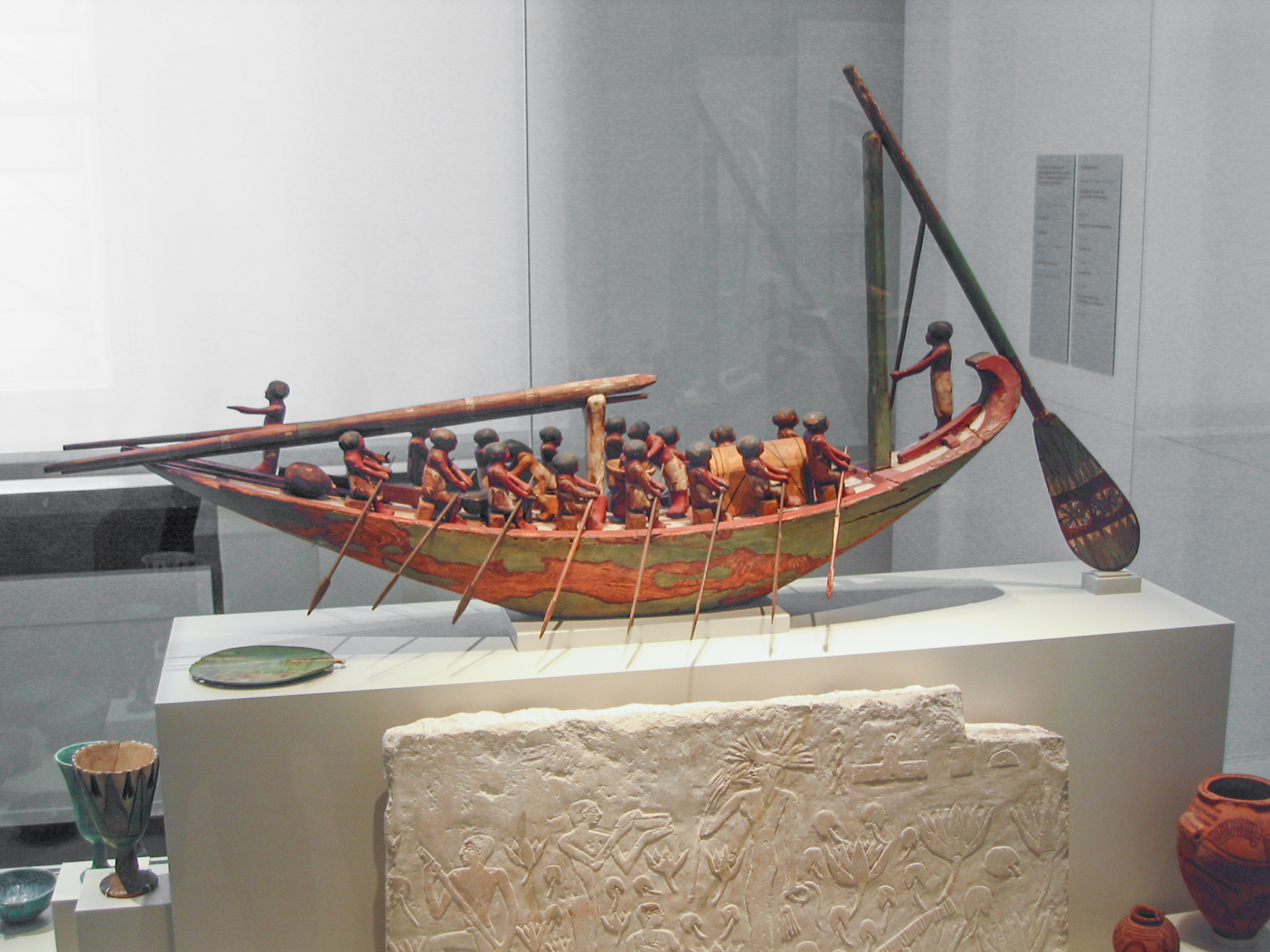
Trämodell av ett fartyg, ca 1900 f.Kr., Ägyptisches Museum, Berlin.

Nya bilder och former introducerades i den egyptiska konsten. Också en innehållsmässig förändring ägde rum: Den egyptiska vardagen blir synlig i och med att konsten nu började avbilda de ting som den döde troddes behöva i döden. Små modeller av bondgårdar, fartyg och boningar som återger slavar och boskap upptagna av vardagens sysslor. Även om dessa realistiska trämodeller återger en idealiserad bild av tillvaron i det samtida Egypten står det i stark kontrast till de tidigare statiska och emblematiska porträtten.
Ett urval konstverk:
- Gravfigurer från Sakkara, trä, ...

## Nya riket
Det var först under det Nya riket, (1557-1085 f.Kr.), då Egypten började expandera in i Palestina, och senare, när imperiet fallit och Egypten blev ockuperat av främmande makter, som influenser utifrån började påverka den egyptiska konsten. Även om faraonerna verkade för en renässans för det gamla rikets konst motverkades detta av påverkan utifrån. Egypten hade blivit för internationellt för att den gamla stilen skulle kunna verka oinskränkt, och faraonernas tidigare orubbliga maktbas var för alltid förlorad.

### Arkitektur

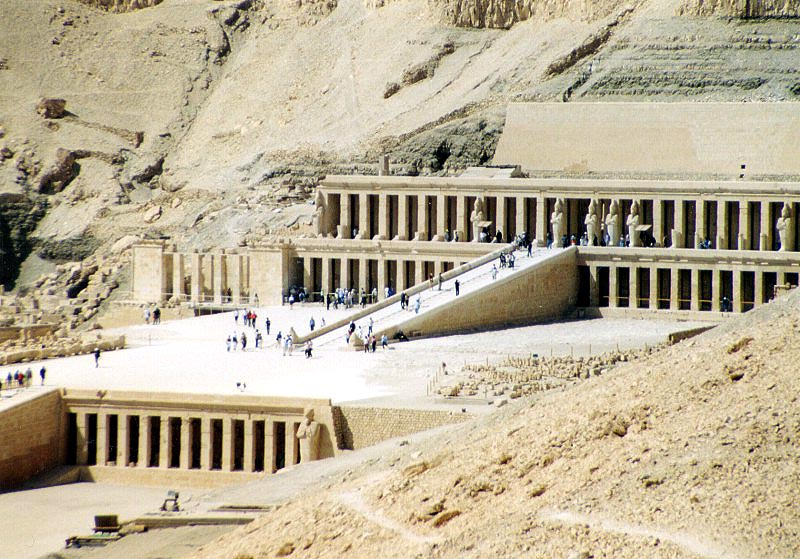
Hatshepsuts tempel i Deir el-Bahri, ca 1450 f.Kr.

Trots faraonernas strävan att återuppliva den gamla traditionen är denna tid framför allt ihågkommen för sina nya arkitektoniska motiv. Drottning Hatschepsuts lät arkitekten Senmut uppföra hennes gravtempel i nuvarande Deir el-Bahri som en serie terrasser sammanbundna med ramper. Flera kolonnader ger den i plan enkla anläggningen en lätt karaktär. De tidigare epokernas hermetiska och statiska karaktär har gett vika för en lyhördhet till det omkringliggande landskapet.
Ett urval byggnader:
- Hatsheputs gravtempel i Deir el-Bahri, ca 1480 f.Kr.
- Memnons stoder i Kom el-Hetan, ca 1350 f.Kr.
- Klipptemplet i Abu Simbel, ca 1250 f.Kr.

### Bildkonst

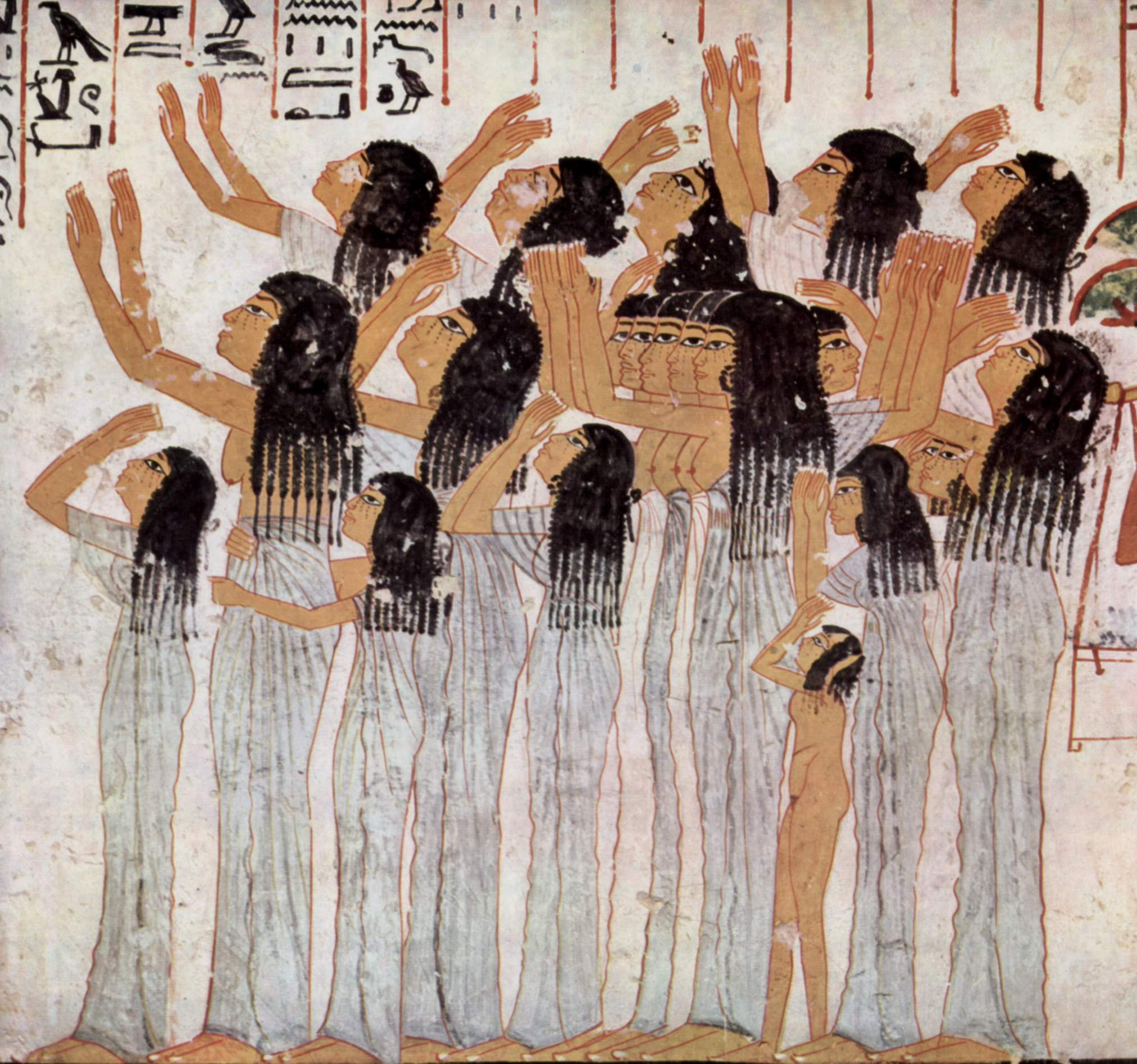
Gravmålning från Ramoses grav i Gourna, Luxor, ca 1350 f.Kr.

Den egyptiska konsten följde de gamla egyptiska konventionerna, men skönhetsidealen förfinades och proportionerna tenderade till det kolossala. Samtidigt fanns en mer realistisk och fritt hållen stil inom den privata konsten med större färgspektrum och nya motiv.
Ett urval konstverk:
- Ramoses gravreliefer i Gourna, ca 1300 f.Kr.
- Nefertaris gravkammare i Drottningarnas dal, mitten av 1200-talet f.Kr.

## Akhenaton
Den mycket korta period i Egyptens historia som Akhenaton och hans drottning Nefertiti regerade innebar ett totalt brott mot den långa egyptiska traditionen, man kan till och med tala om en konst som framför allt får sin karaktär i sin opposition till denna. Akhenaton dyrkade solguden Aton och ersatte dödsdyrkan under Amons prästerskap med en livsbejakande bildkonst som rymde större realism och en mer organisk och rytmisk komposition än traditionen.

### Arkitektur
Akhenaton uppförde en ny huvudstad i dagens Tell el-Amarna efter nya principer som fokuserade på grönska och ljus.

### Bildkonst

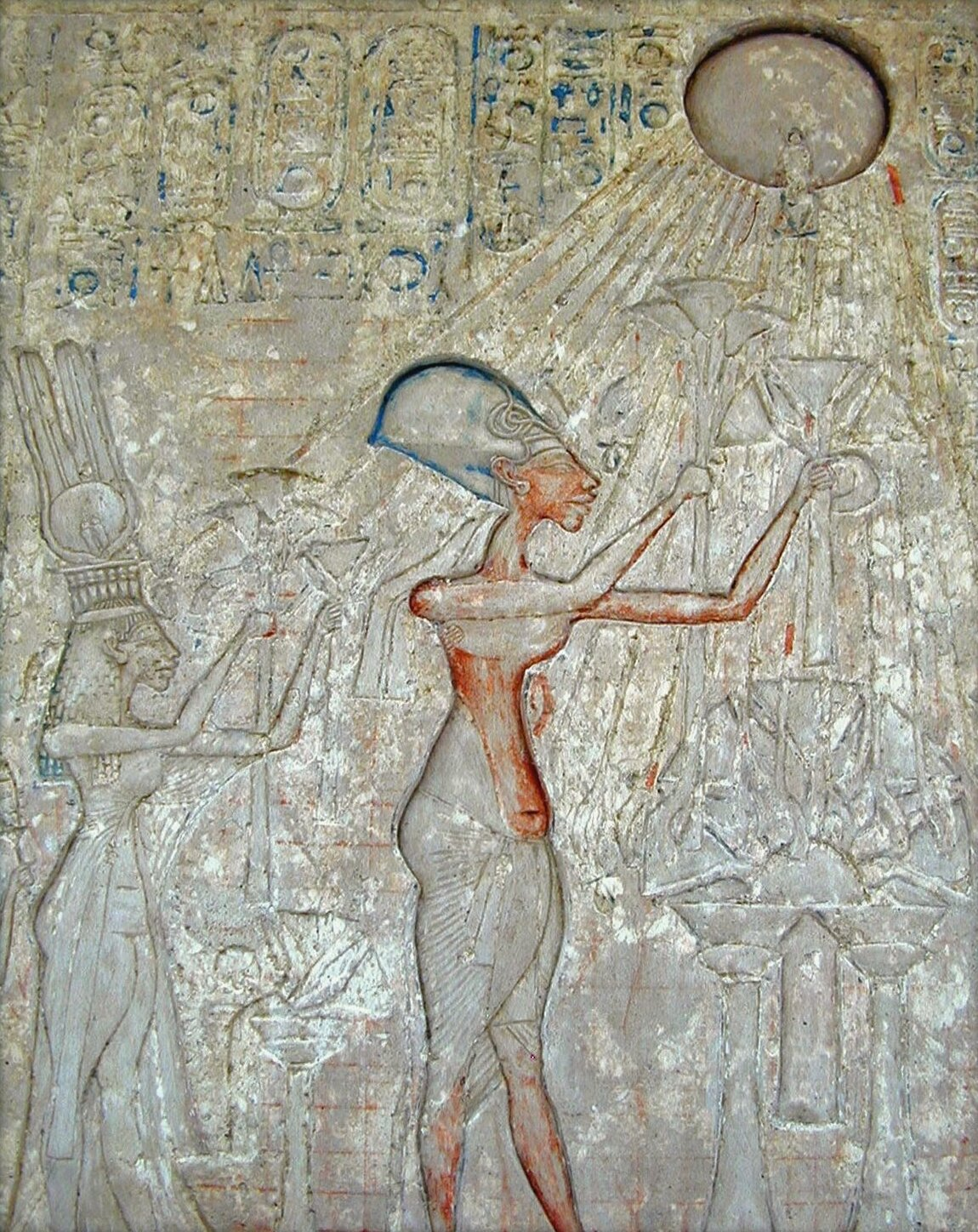
Akhenaton och Nefertiti offrar till Aton, relief från El-Amarna, ca 1350 f.Kr.

I bildkonsten under Akhenaton dominerar en överdriven naturalism som tenderar till att övergå i ren karikatyr. Många av den egyptiska konstens huvuddrag återfinns ändå i ikonografin från denna tid - till exempel tvådimensionaliteten, värdeperspektivet och de försänkta relieferna. Den gamla traditionens skönhetsideal manifesterade sig också i till exempel porträttet på Nefertiti.
Ett urval konstverk:
- Echnaton och Nefertiti offrar till Aton, relief
- Porträttskisser av Achnaton och Nefertiti, kalksten
- Porträtt av Nefertiti

Efter Akhenatons regeringstid återupptogs snabbt den gamla traditionen under till exempel farao Tutanchamon. Under Ramses II:s regeringstid uppfördes en rad befästningar och tempel i övre Egypten. Välkänt och typiskt för denna tid är Ramsesstatyerna i kolossalformat vid Abu Simbel från omkring 1200 f.Kr.

## Sentiden

## Grekisk-romersk tid

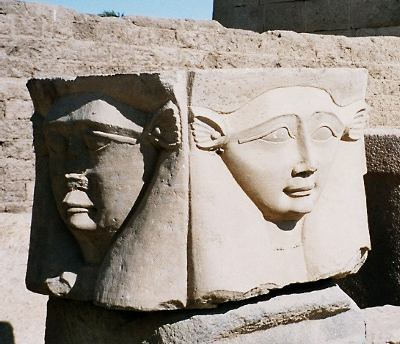
Skulptur av Hathor från Dendera, Grekisk-romersk tid.

Egypten under grekerna och romarna innebar att påverkan utifrån ökade. Egypten fortsatte att vara en viktig del av de nya stormakterna i Medelhavet med Alexandria som en av antikens största och mest folkrika städer. Grekerna, och via dem romarna, övertog flera motiv från den egyptiska konsten som till exempel skulpturen och kolonntyperna men då dessa snabbt förlorade sin koppling till dödskulten omvandlades de snabbt till något väsensskilt nytt. 
Se vidare: Grekisk konst och Romersk konst.